# Valira
|  | Per a altres significats, vegeu «Valira (desambiguació)». |

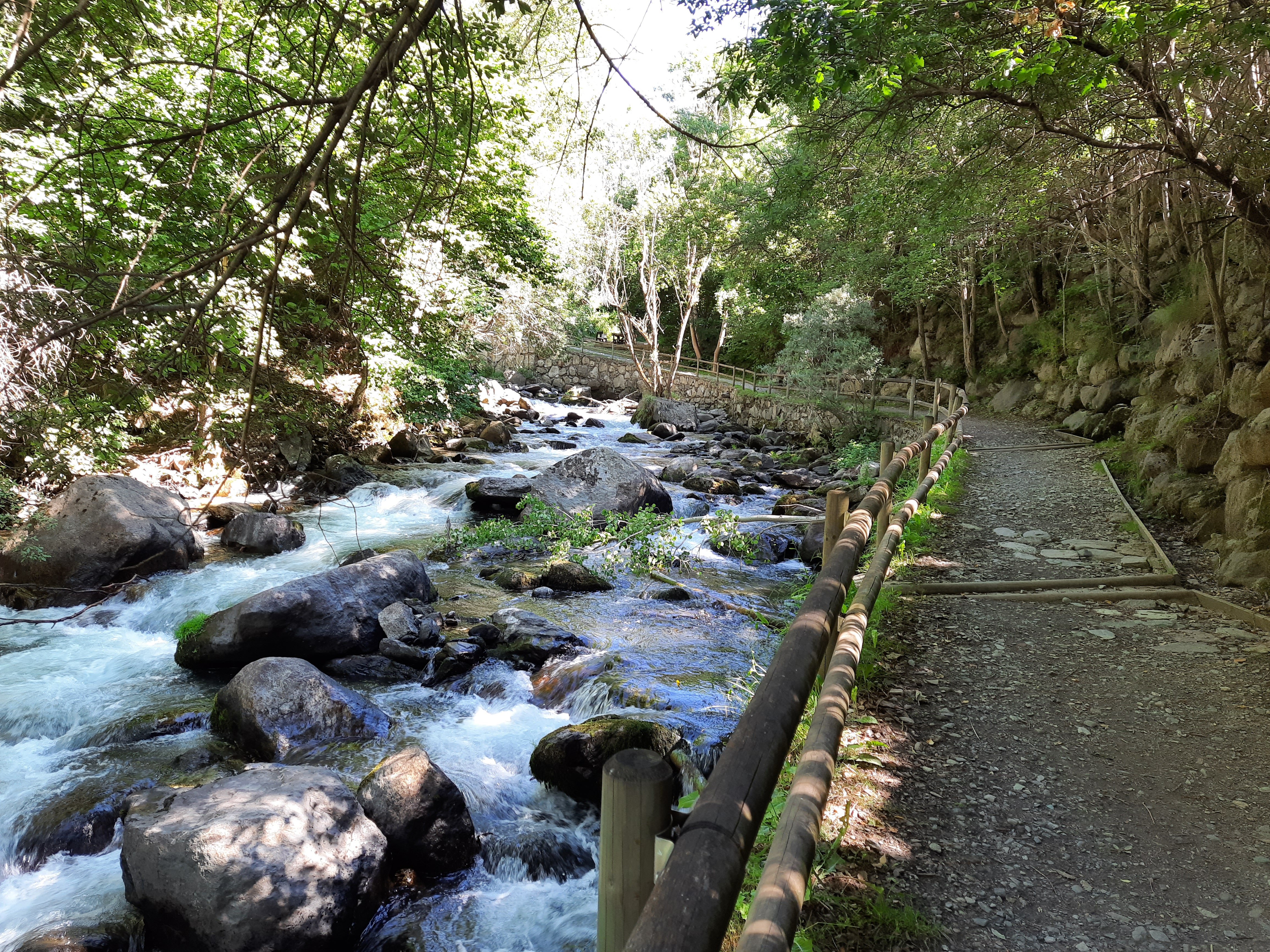
Riu Valira del Nord al pas per la Massana

La Valira és un riu pirinenc, afluent del Segre per la dreta que vertebra la hidrologia d'Andorra i part de l'Urgellet. Drena una gran part del país, amb l'excepció de la solana d'Andorra, que es troba al vessant de l'Arieja. La Valira neix al circ dels Pessons, a la parròquia d'Encamp (Andorra), i desemboca al Segre, al municipi de la Seu d'Urgell (Alt Urgell), un cop passada la ciutat. El sistema de rius de la Valira és de 35 quilòmetres de llargària.
La Valira té forma de Y: els braços superiors són la Valira del Nord (dita també d'Ordino o de la Massana) i la Valira d'Orient (dita també d'Encamp, de Canillo o de Soldeu) i s'uneixen a la parròquia d'Escaldes-Engordany. En el seu tram comú després de l'aiguabarreig s'anomena també Gran Valira.
Un dels afluents de la Valira és el riu Runer, que fa de límit natural entre Andorra i l'Alt Urgell.
Les carreteres N-145 a l'Alt Urgell i CG-1 a Andorra. circulen seguint a la vora del riu.

## Afluents
- Estany de Cabana Sorda[3]
- Estanys de Pessons[4]
- Estanys de Vall-de-riu[5]
- Ribera d'Ordino. A la capçalera el seu nom és torrent de Fontblanca[6]

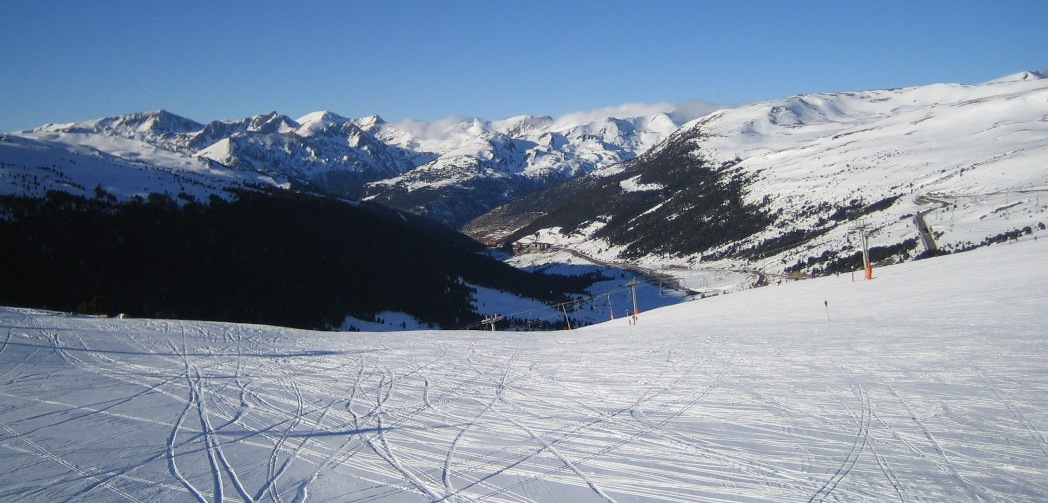
Vista hivernal de l'alta vall de la Valira a Grau Roig (mirant cap a Soldeu)

  - Riera de Tristaina
  - Riera d'Ercs
  - Riera de Llengonella
  - Riera de Muntaner
  - Riera d'Anyós
  - Riera de Padern[6]
- Riu d'Aós[7]
- Riu de les Agols[8]
- Riu d'Enclar[9]
- Riu d'Ensagents
- Riu dels Cortals
- Riu Madriu[10]
  - Riera de Claror
  - Estany Forcat[11]
  - Estany de l'Illa[12]
  - Riu de Perafita
- Riu de Montcau[13]
- Riu de Salòria
- Riu de Setúria
  - Barranc de Solanyó
- Runer